# Валенсия (градска писта)
Вижте пояснителната страница за други значения на Валенсия.
Пистата Валенсия стрийт сиркуит се намира във Валенсия, Испания.

## История
Сделката за домакинството на Валенсия бе подписана на 1 юни 2007 г. Трасето е част от пътната мрежа на града и е домакин на Голямата награда на Европа във Формула 1. Договорът на организаторите е за срок от седем години. Първото състезание се проведе на 23/24 август 2008 година и е спечелено от Фелипе Маса. Пистата използва улици около пристанищната зона на града, включително раздел от над 140 моста, и също така включва някои улици предназначени изключително за състезателни цели от немски архитект Херман Тилке. След 2012 пистата е планувано да се редува с Каталуния в приемането на Голямата награда на Испания през година, но през 2013 пистата официално е затворена и съществуването и е прекратено.

## Характеристика
Пистата е дълга 5,419 км (3,367 мили) и включва общо 25 завоя-11 десни и 14-леви. Смята се, че на пистата може да се постигне максимална скорост от около 323 километра в час (201 мили в час.

## Победители
| Година | Пилот           | Конструктор    | Писта           | Статистика |
| ------ | --------------- | -------------- | --------------- | ---------- |
| 2012   | Фернандо Алонсо | Ферари         | Валенсия Стрийт | Статистика |
| 2011   | Себастиан Фетел | Ред Бул-Рено   | Валенсия Стрийт | Статистика |
| 2010   | Себастиан Фетел | Ред Бул-Рено   | Валенсия Стрийт | Статистика |
| 2009   | Рубенс Барикело | Браун-Мерцедес | Валенсия Стрийт | Статистика |
| 2008   | Фелипе Маса     | Ферари         | Валенсия Стрийт | Статистика |